# NGC 735
NGC 735 (другие обозначения — UGC 1411, MCG 6-5-58, ZWG 522.78, 5ZW 146, PGC 7282) — спиральная галактика (Sb) в созвездии Треугольник.
Этот объект входит в число перечисленных в оригинальной редакции «Нового общего каталога».
Поиск NGC 735 по Wikisky показывает правильную галактику, но она помечена как «PGC 7275».
В галактике наблюдались взрывы сверхновых SN 1972L и SN 2006ei.
В галактике вспыхнула сверхновая SN 2000dj типа II, её пиковая видимая звездная величина составила 17,4.
Галактика NGC 735 входит в состав группы галактик NGC 669. Помимо NGC 735 в группу также входят ещё 34 галактик.